# Sakura Maru
Sakura Maru (さくら丸) fue un barco japonés de origen británico, famoso por ser el principal medio de transporte de los inmigrantes procedentes del Japón al Perú.

## Origen
Su nombre original era "Mogul", que es como se le llaman a los baches en la nieve. Fue construido en los astilleros Aitken & Mansel de Glasgow en Escocia en 1887. La Compañía Naviera Morioka (Nipón Yusen Kaisha) la rebautizó como Sakura Maru en honor a la flor del cerezo.

## Características
El vapor tenía un peso de 2954 toneladas. Poseía un motor de tres ejes y alcanzaba la velocidad máxima de doce nudos por hora. El capitán era de origen inglés y el resto de la tripulación de origen nipón.

## El viaje desde Yokohama hasta El Callao y Cerro Azul
El 27 o 28 de febrero de 1899, partió desde el puerto de Yokohama llevando consigo a los 790 pioneros japoneses que huían de la dura situación que vivían en el Japón de la Restauración Meiji. Luego de un duro viaje llegaron el 3 de abril de 1899 al puerto de El Callao y luego -al día siguiente- al puerto de Cerro Azul en la provincia de Cañete el 4 de abril de 1899,
 lugar en donde los hijos, nietos, y demás generaciones han erigido un monumento conmemorativo a los primeros pioneros japoneses.

## El fin del Sakura Maru

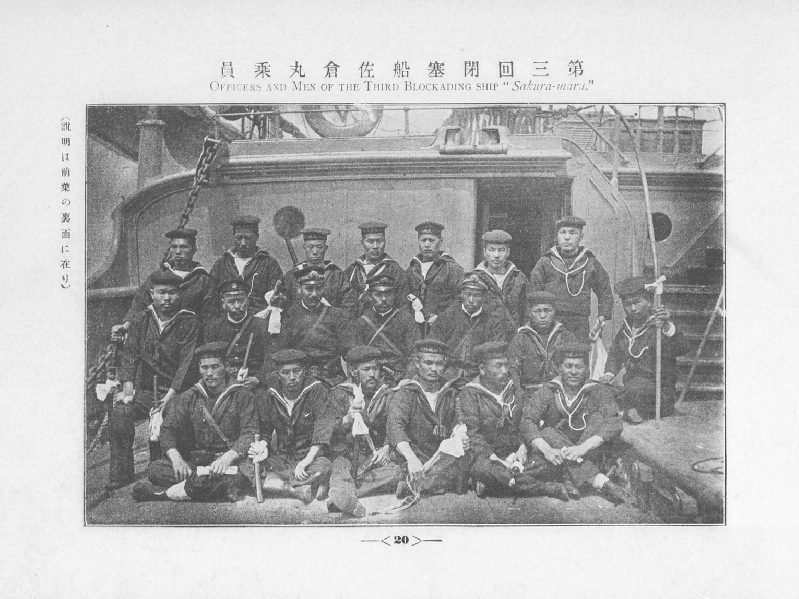
Hombres del Sakura Maru.

Aunque este barco era uso civil, pues se encargaba de llevar pasajeros y carga, fue empleado por la armada imperial del Japón para combatir en la guerra ruso-japonesa. La última misión del Sakura Maru fue la de encerrar junto con 12 barcos la entrada a Port Arthur, para que las fuerzas rusas replegadas en el mismo no pudieran reordenarse y atacar a la flota japonesa.
Debido al mal tiempo, se ordenó la retirada, pero ocho barcos no lograron ver las luces de mando, entre ellos el Sakura Maru al mando del Capitán Yoshie Shiraishi. La particularidad que tiene el barco fue que al ser alcanzado por el fuego enemigo, y no tener salvación fue volado, al grito de ¡Banzai!,[cita requerida] por su tripulación, que logró cumplir su última misión, la de bloquear el avance ruso que se cernía sobre la escuadra japonesa, pues destruidos estorbaban el paso de las naves rusas en Port Arthur.